# Wim van Oostrom
Wim van Oostrom (Huissen, 20 november 1933 – Hengelo (OV), 21 oktober 2023) was een Nederlandse kunstschilder en beeldhouwer.

## Leven en werk
Van Oostrom was als kunstenaar een autodidact in die zin dat hij geen formele opleiding heeft genoten.
Hij experimenteerde volop met verschillende materialen. Piet Begeer noemde hem in 1960 "geen oorspronkelijk vernieuwer", maar "een navolger, doch zeker niet zonder talent".
Van Oostrom was getrouwd en heeft twee zonen. Hij overleed in 2023 op 89-jarige leeftijd.

## Groep 130
In 1965 richtte Van Oostrom samen met de Enschedese kunstenaars Jan Bolink, Jan Dibbets en Wim Kamphuis Groep 130 op. Het samenwerkingsverband was opgezet uit onvrede met het toenmalige kunstbeleid dat onvoldoende mogelijkheden bood om te werken en te exposeren. Ook was het doel om elkaar te ondersteunen en om meer erkenning voor ieders werk te verwerven.

## Galerie De Pook
In 1965 is Van Oostrom samen met zijn vrouw een eigen galerie begonnen in Hengelo, genaamd ’De Pook’. De Pook was de eerste galerie in Overijssel. De naam verwijst naar een kachelpook, om het heersende culturele klimaat op te porren. De eerste exposant in de galerie was Aat Veldhoen met zijn spraakmakende 'rotaprints'. Na verloop van tijd werd het runnen van de galerie geheel door Wies Hendriks gedaan. Van een groot aantal van de exposerende binnen- en buitenlandse kunstenaars heeft zij werk aangekocht waarmee een collectie is opgebouwd. In de bij de galerie behorende kunstuitleen wordt werk uit deze collectie te huur aangeboden. De galerie bestaat inmiddels ruim vijftig jaar en wordt tegenwoordig door Wies samen met zoon Godfried van Oostrom beheerd.

## Blunderprijs
De blunderprijs werd ingesteld door de studentenraad van de Technische Hogeschool Twente (tegenwoordig Universiteit Twente) in Enschede en Van Oostrom maakte er een passende plastiek voor. Op 2 december 1968 werd de prijs voor het eerst uitgereikt aan Harry van Doorn, voorzitter van de KRO-omroepvereniging. Het Vrije Volk schreef een dag later dat de prijs moet worden gezien ‘in het licht van de humor, maar ook als pleister op de wonde’. De reden dat de prijs Van Doorn ten deel viel was het ontslag op staande voet van Brandpuntredacteur Frits van der Poel. Van Doorn ontsloeg Van der Poel omdat hij van plan was Phil Bloom te interviewen. Phil Bloom stond bekend als ‘de eerste blote vrouw op de Nederlandse televisie’. Frits van der Poel wilde als stunt een tribune met naakt publiek bij het interview met een overigens geklede Phil Bloom.

## Werken (selectie)
- De Tamboerijn, gelast koper, 45x20cm, 1969
- Zonder titel, gemengde techniek op papier, 45x34cm, 1992
- De Krijger, brons, nr. 1/2, 61x13cm, 1985
- Compositie, gemengde techniek op papier, 35x47cm, 1957
- Zonder titel, olieverf op papier, 60x60cm, 1999
- Zonder titel, gemengde techniek op papier, 60x60cm, 2000
- De Waarnemer, gemengde techniek, 80x80cm, particuliere collectie
- Zonder titel, acryl op doek, 100x100cm, 2009, particuliere collectie
- Zonder titel, acryl op paneel, 100x70cm, 2011
- Zonder titel, acryl op paneel, 70x50cm, 2016

## Exposities (selectie)
- 1960, Galerie Punt 31, Dordrecht - 30-1-1960. - 18-2-1960 monotypes van Riemko Holtrop en ijzerplastieken van Wim van Oostrom, opening criticus (Alg. Handelsblad) en kunstfilosoof drs. Hans Redeker
- 1960 Antwerpen, Hessenhuis
- 1960, Galerie De Mangelgang, Groningen
- 1960, 't Venster, Rotterdam, augustus
- 1961, Kunstzaal Hengelo -
- 1964, Groningen, Passage International, januari-februari 1964, ijzerplastieken en monotypes
- 1964 mei, CJV-gebouw Enschede, geopend door A Middelhoek, directeur AKI
- 1964, De Gang, Almelo, van 18-12-1964 tot 9-1-1965 geopend door Jan Bolink, docent AKI, ijzerplastieken en monotypes
- 1964, Werk 64 Haaksbergen -
- 1965, Enschede, 26-3-1965 opening, verleng tot 10-4, Groep 130
- 1965, april. Schouwburg Twente, Enschede, Klaas Bernink en Wim van Oostrom, 11-4 tot 17-5 1965
- 1965, 't Venster, Rotterdam, 5-25 juni. Groep 130. Enschede (Jan Dibbets, Wim van Oostrom, Jan Bolink, Wim Kamph), schilderijen, plastieken, tekeningen. Geopend door Joop Hardy, docent aan de Academie van Bouwkunst te Amsterdam en aan de AKI, Enschede
- 1965, 4-26 sept. Kunstzaal Hengelo - Groep 130
- 1966, Rheine, Hans Niermann-haus, 2-3 tot 11-4 1966, groep 130
- 1966, De Drie Hendricken Amsterdam, september, samen met Jan Baetsen
- 1966, Galerie Kapteyn Nijverdal -
- 1967, ekspositie 67 - Culturele Raad Hengelo OV, Gemeente Hengelo OV tot 23-11-1967
- 1967, nov.-dec. THT, groepsexpositie ”Streek”. Met o.a. Wim van Oostrom.
- 1970, juni-juli, Leiden, Hortus botanicus, Uit schroot gegroeid, schrootplastiek van 1955 tot heden, groepsexpositie
- 1970, juli-augustus Almelo, De Waag, groepstentoonstelling
- 1971, mei-juni, Galerie de Pook, Wim van Oostrom, objecten
- 1971, Goor, souterain bibliotheek, koperplastieken en tekeningen Wim van Oostrom
- 1971, Deventer, Openbare leeszaal, Kunst Rondom, dec. ’71 tot 10 januari 1972
- 1972, maart-mei, UT, Chemiegebouw, 18 perspex-objecten
- 1972, juni-juli, Galerie de Pook, ontwerpen voor zeefdrukken en ontwerpen voor transparante raamposters van Wim van Oostrom. Dubbelexpositie met kunstenaar Bonies.
- 1973, 6-25 februari, Galerie Edison Den Haag - Metaalobjecten en zinkdrukken Wim van Oostrom
- 1973, Dackhues, Huissen
- 1973, Kunst van u - BKR-commissie Hengelo OV
- 1975, Kunst van u - BKR-commissie Hengelo OV
- 1976, Kunst van U - BKR-commissie Hengelo OV
- 1977, juli-aug., Galerie De Pook, Hengelo. Wim van Oostrom
- 1977 nov - jan 1978, Groepsexpositie Gerardus Majella Ziekenhuis Hengelo.
- 1977, december, Inneb, Hervormd Centrum, groepsexpositie met bronsplastieken Wim van Oostrom
- 1978, mei, Galerie de Pook, bronsplastieken, zwartwit- en kleurcomposities
- 1979, 27 april, Galerie De Pook, kleinplastiek en kleurcomposities Wim van Oostrom
- 1984 december tot 1985 januari, Vught, Kasteel Maurick, groepstent. met bronsplastieken Wim van Oostrom
- 1986, december-januari ’87. Galerie De Pook. Schilderijen (?) en bronzen plastieken.
- 1989 nov. dubbel-expositie Ahaus, Gemengde technieken, schilderijen HS-Haus, opening 24-11-’89
- 1990, 9 juni 1990-8 juli 1990, Kunstcentrum de Kunstzaal Hengelo (OV), solo-expositie als onderdeel van 4 exposities op verschillende locaties ivm het 25-jarig bestaan van De Pook.
- 1990, Museum Dordrecht -
- 1991, januari. Galerie De Pook. Olieverfschilderijen, gouaches en beelden.
- 1992, 5 jan.-26 jan., De Pook, Wim van Oostrom, nieuwe gemengde technieken
- 1997, jan-feb. Wim van Oostrom, gemengde technieken
- 1998, 11 januari tot 26 februari. Galerie De Pook. Schilderijen.
- 1999, Museum voor Hedendaagse Hengelose Kunst - Commissie Beeldende Kunst Gemeente Hengelo OV
- 2002, 1-9 t/m 27-10, Galerie de Pook, nieuwe serie gemengde technieken.
- 2009, 19 juni tot en met 1 juli in hal stadhuis, Gemeentelijke kunstaankoop 2008, editie Helden op sokkels 2008.
- 2011, Galerie De Pook, Delden, 06-11-2011 tot 24-12-2011 Acryl op papier/paneel en plastieken uit de beginperiode.
- 2014, van 07-09-2014 t/m 26-10-2014 in de Pook te Delden en Hengelo, duotentoonstelling Otto Oelen en Wim van Oostrom (Van Oostrom: beelden en kubussen)
- 2017, Galerie de Pook, zondag 5 februari t/m zondag 26 maart 2017, acryl op paneel
- 2017, Galerie 10 bij 10, Nieuwolda, zondag 21 mei tot 25 juni 2017. Nieuw werk.